# John Spencer (1. hrabia Spencer)
John Spencer, 1. hrabia Spencer (ur. 19 grudnia 1734 w Althorp, zm. 31 października 1783 w Bath) – brytyjski polityk, poseł, członek stronnictwa wigów .

## Życiorys
Jedyny syn Johna Spencera i Georgiany Clavering-Cowper, hrabiny Cowper. Jego siostra-bliżniaczka Diana Spencer zmarła  w wieku 8 lat. W 1744 roku odziedziczył majątek po swojej prababce Sarze Churchill, księżnej Marlborough dzięki czemu później mógł poświęcić się karierze politycznej. Rozpoczął ją w 1754 wspierając wybór na posła Jamesa Grimstona w zamian za wsparcie jego rodziny w kolejnych wyborach, w których Spencer mógł już kandydować. W marcu 1756 roku z ramienia partii wigów ubiegał się bez powodzenia o elekcję z okręgu wyborczego Bristol, ale dzięki wsparciu Lorda Brooke, późniejszego pierwszego hrabiego Warwick, 9 grudnia 1756 roku uzyskał mandat z okręgu wyborczego Warwick .  